# 小行星13248
小行星13248（13248 Fornasier）是一颗绕太阳运转的小行星，为主小行星带小行星。该小行星于1998年6月24日发现。

## 轨道参数
小行星13248的轨道半长轴为2.7739630 UA，离心率为0.216。